# Lista över fornlämningar i Vallentuna kommun (Kårsta)
Lista över fornlämningar i Vallentuna kommun (Kårsta) är en förteckning av ett urval av de fornlämningar som finns i Kårsta i Vallentuna kommun.
| Namn                         | Lämningstyp  | Tillkomsttid | Historisk indelning | Plats | Läge                 | ID-nr          | Bild                                 |
| ---------------------------- | ------------ | ------------ | ------------------- | ----- | -------------------- | -------------- | ------------------------------------ |
| Kårsta 1:1                   | Runristning  |              | Kårsta, Uppland     |       | 59.667297, 18.242209 | 10004100010001 | Ladda upp en bild av detta fornminne |
| Kårsta 2:1                   | Gravfält     |              | Kårsta, Uppland     |       | 59.663669, 18.242043 | 10004100020001 | Ladda upp en bild av detta fornminne |
| Kårsta 4:1                   | Stensättning |              | Kårsta, Uppland     |       | 59.656910, 18.242393 | 10004100040001 | Ladda upp en bild av detta fornminne |
| Kårsta 5:1                   | Gravfält     |              | Kårsta, Uppland     |       | 59.658142, 18.244277 | 10004100050001 | Ladda upp en bild av detta fornminne |
| Kårsta 6:1                   | Röse         |              | Kårsta, Uppland     |       | 59.656783, 18.211351 | 10004100060001 | Ladda upp en bild av detta fornminne |
| Kårsta 6:2                   | Stensättning |              | Kårsta, Uppland     |       | 59.656682, 18.211485 | 10004100060002 | Ladda upp en bild av detta fornminne |
| Kårsta 6:3                   | Röse         |              | Kårsta, Uppland     |       | 59.656462, 18.211663 | 10004100060003 | Ladda upp en bild av detta fornminne |
| Kårsta 7:1                   | Stensättning |              | Kårsta, Uppland     |       | 59.663850, 18.203549 | 10004100070001 | Ladda upp en bild av detta fornminne |
| Kårsta 8:1                   | Stensättning |              | Kårsta, Uppland     |       | 59.663121, 18.201755 | 10004100080001 | Ladda upp en bild av detta fornminne |
| Kårsta 9:1                   | Gravfält     |              | Kårsta, Uppland     |       | 59.660249, 18.211462 | 10004100090001 | Ladda upp en bild av detta fornminne |
| Kårsta 11:1                  | Hög          |              | Kårsta, Uppland     |       | 59.660562, 18.212839 | 10004100110001 | Ladda upp en bild av detta fornminne |
| Kårsta 11:2                  | Stensättning |              | Kårsta, Uppland     |       | 59.660630, 18.213039 | 10004100110002 | Ladda upp en bild av detta fornminne |
| Kårsta 13:1                  | Stensättning |              | Kårsta, Uppland     |       | 59.659992, 18.212616 | 10004100130001 | Ladda upp en bild av detta fornminne |
| Kårsta 14:1                  | Stensättning |              | Kårsta, Uppland     |       | 59.657872, 18.207676 | 10004100140001 | Ladda upp en bild av detta fornminne |
| Kårsta 14:2                  | Stensättning |              | Kårsta, Uppland     |       | 59.657662, 18.207854 | 10004100140002 | Ladda upp en bild av detta fornminne |
| Kårsta 15:1                  | Gravfält     |              | Kårsta, Uppland     |       | 59.659027, 18.206553 | 10004100150001 | Ladda upp en bild av detta fornminne |
| Kårsta 16:1                  | Stensättning |              | Kårsta, Uppland     |       | 59.662120, 18.205083 | 10004100160001 | Ladda upp en bild av detta fornminne |
| Kårsta 17:1                  | Gravfält     |              | Kårsta, Uppland     |       | 59.642803, 18.219961 | 10004100170001 | Ladda upp en bild av detta fornminne |
| Kårsta 18:101                | Gravfält     |              | Kårsta, Uppland     |       | 59.637874, 18.231270 | 10004100180101 | Ladda upp en bild av detta fornminne |
| Kårsta 18:201                | Gravfält     |              | Kårsta, Uppland     |       | 59.637070, 18.229765 | 10004100180201 | Ladda upp en bild av detta fornminne |
| Kårsta 20:1                  | Stensättning |              | Kårsta, Uppland     |       | 59.634335, 18.223694 | 10004100200001 | Ladda upp en bild av detta fornminne |
| Kårsta 21:1                  | Hög          |              | Kårsta, Uppland     |       | 59.643159, 18.217342 | 10004100210001 | Ladda upp en bild av detta fornminne |
| Kårsta 22:1                  | Hög          |              | Kårsta, Uppland     |       | 59.644056, 18.216129 | 10004100220001 | Ladda upp en bild av detta fornminne |
| Kårsta 23:1                  | Gravfält     |              | Kårsta, Uppland     |       | 59.646871, 18.237713 | 10004100230001 | Ladda upp en bild av detta fornminne |
| Kårsta 24:1                  | Hög          |              | Kårsta, Uppland     |       | 59.645091, 18.237778 | 10004100240001 | Ladda upp en bild av detta fornminne |
| Kårsta 24:2                  | Hög          |              | Kårsta, Uppland     |       | 59.644969, 18.237609 | 10004100240002 | Ladda upp en bild av detta fornminne |
| Kårsta 25:1                  | Stensättning |              | Kårsta, Uppland     |       | 59.633739, 18.237601 | 10004100250001 | Ladda upp en bild av detta fornminne |
| Kårsta 27:1                  | Röse         |              | Kårsta, Uppland     |       | 59.641234, 18.338797 | 10004100270001 | Ladda upp en bild av detta fornminne |
| Kårsta 27:2                  | Stensättning |              | Kårsta, Uppland     |       | 59.641108, 18.338789 | 10004100270002 | Ladda upp en bild av detta fornminne |
| Kårsta 28:1                  | Runristning  |              | Kårsta, Uppland     |       | 59.640313, 18.228786 | 10004100280001 | Ladda upp en bild av detta fornminne |
| Kårsta 29:1                  | Gravfält     |              | Kårsta, Uppland     |       | 59.651419, 18.335460 | 10004100290001 | Ladda upp en bild av detta fornminne |
| Torshögsbacken (Kårsta 30:1) | Gravfält     |              | Kårsta, Uppland     |       | 59.655793, 18.199149 | 10004100300001 | Ladda upp en bild av detta fornminne |
| Kårsta 31:1                  | Stensättning |              | Kårsta, Uppland     |       | 59.655825, 18.189609 | 10004100310001 | Ladda upp en bild av detta fornminne |
| Kårsta 31:2                  | Stensättning |              | Kårsta, Uppland     |       | 59.655975, 18.189246 | 10004100310002 | Ladda upp en bild av detta fornminne |
| Kårsta 31:3                  | Stensättning |              | Kårsta, Uppland     |       | 59.656068, 18.189057 | 10004100310003 | Ladda upp en bild av detta fornminne |
| Kårsta 32:1                  | Stensättning |              | Kårsta, Uppland     |       | 59.656796, 18.182611 | 10004100320001 | Ladda upp en bild av detta fornminne |
| Kårsta 33:1                  | Gravfält     |              | Kårsta, Uppland     |       | 59.654969, 18.194034 | 10004100330001 | Ladda upp en bild av detta fornminne |
| Kårsta 34:1                  | Gravfält     |              | Kårsta, Uppland     |       | 59.654503, 18.192602 | 10004100340001 | Ladda upp en bild av detta fornminne |
| Kårsta 36:1                  | Gravfält     |              | Kårsta, Uppland     |       | 59.653203, 18.191760 | 10004100360001 | Ladda upp en bild av detta fornminne |
| Kårsta 37:1                  | Gravfält     |              | Kårsta, Uppland     |       | 59.664145, 18.195996 | 10004100370001 | Ladda upp en bild av detta fornminne |
| Kårsta 38:1                  | Röse         |              | Kårsta, Uppland     |       | 59.663139, 18.185050 | 10004100380001 | Ladda upp en bild av detta fornminne |
| Kårsta 39:1                  | Gravfält     |              | Kårsta, Uppland     |       | 59.656031, 18.197227 | 10004100390001 | Ladda upp en bild av detta fornminne |
| Kårsta 41:1                  | Gravfält     |              | Kårsta, Uppland     |       | 59.660638, 18.195711 | 10004100410001 | Ladda upp en bild av detta fornminne |
| Kårsta 44:1                  | Hög          |              | Kårsta, Uppland     |       | 59.661073, 18.194213 | 10004100440001 | Ladda upp en bild av detta fornminne |
| Kårsta 45:1                  | Gravfält     |              | Kårsta, Uppland     |       | 59.661723, 18.193204 | 10004100450001 | Ladda upp en bild av detta fornminne |
| Kårsta 46:1                  | Röse         |              | Kårsta, Uppland     |       | 59.662088, 18.192594 | 10004100460001 | Ladda upp en bild av detta fornminne |
| Kårsta 47:1                  | Gravfält     |              | Kårsta, Uppland     |       | 59.662634, 18.191035 | 10004100470001 | Ladda upp en bild av detta fornminne |
| Kårsta 48:1                  | Stensättning |              | Kårsta, Uppland     |       | 59.663148, 18.192540 | 10004100480001 | Ladda upp en bild av detta fornminne |
| Kårsta 49:1                  | Röse         |              | Kårsta, Uppland     |       | 59.663684, 18.192717 | 10004100490001 | Ladda upp en bild av detta fornminne |
| Kårsta 50:1                  | Gravfält     |              | Kårsta, Uppland     |       | 59.656394, 18.247179 | 10004100500001 | Ladda upp en bild av detta fornminne |
| Kårsta 51:1                  | Hög          |              | Kårsta, Uppland     |       | 59.657075, 18.246629 | 10004100510001 | Ladda upp en bild av detta fornminne |
| Kårsta 52:1                  | Stensättning |              | Kårsta, Uppland     |       | 59.659247, 18.259898 | 10004100520001 | Ladda upp en bild av detta fornminne |
| Kårsta 53:1                  | Stensättning |              | Kårsta, Uppland     |       | 59.653634, 18.248838 | 10004100530001 | Ladda upp en bild av detta fornminne |
| Kårsta 54:1                  | Gravfält     |              | Kårsta, Uppland     |       | 59.667061, 18.270928 | 10004100540001 | Ladda upp en bild av detta fornminne |
| Kårsta 55:1                  | Gravfält     |              | Kårsta, Uppland     |       | 59.667141, 18.264055 | 10004100550001 | Ladda upp en bild av detta fornminne |
| Kårsta 56:1                  | Gravfält     |              | Kårsta, Uppland     |       | 59.669908, 18.262840 | 10004100560001 | Ladda upp en bild av detta fornminne |
| Kårsta 57:101                | Gravfält     |              | Kårsta, Uppland     |       | 59.671452, 18.258956 | 10004100570101 | Ladda upp en bild av detta fornminne |
| Kårsta 58:1                  | Gravfält     |              | Kårsta, Uppland     |       | 59.670828, 18.262096 | 10004100580001 | Ladda upp en bild av detta fornminne |
| Kårsta 59:1                  | Gravfält     |              | Kårsta, Uppland     |       | 59.667965, 18.247756 | 10004100590001 | Ladda upp en bild av detta fornminne |
| Kårsta 60:1                  | Gravfält     |              | Kårsta, Uppland     |       | 59.670554, 18.249976 | 10004100600001 | Ladda upp en bild av detta fornminne |
| Kårsta 62:1                  | Hög          |              | Kårsta, Uppland     |       | 59.664285, 18.252565 | 10004100620001 | Ladda upp en bild av detta fornminne |
| Kårsta 62:2                  | Stensättning |              | Kårsta, Uppland     |       | 59.664359, 18.252447 | 10004100620002 | Ladda upp en bild av detta fornminne |
| Kårsta 64:1                  | Gravfält     |              | Kårsta, Uppland     |       | 59.661186, 18.247396 | 10004100640001 | Ladda upp en bild av detta fornminne |
| Kårsta 65:1                  | Stensättning |              | Kårsta, Uppland     |       | 59.660288, 18.275277 | 10004100650001 | Ladda upp en bild av detta fornminne |
| Kårsta 66:1                  | Gravfält     |              | Kårsta, Uppland     |       | 59.663732, 18.281450 | 10004100660001 | Ladda upp en bild av detta fornminne |
| Kårsta 69:1                  | Stensättning |              | Kårsta, Uppland     |       | 59.661025, 18.339514 | 10004100690001 | Ladda upp en bild av detta fornminne |
| Kårsta 70:1                  | Runristning  |              | Kårsta, Uppland     |       | 59.658388, 18.345526 | 10004100700001 | Ladda upp en bild av detta fornminne |
| Kårsta 71:1                  | Hög          |              | Kårsta, Uppland     |       | 59.658761, 18.345729 | 10004100710001 | Ladda upp en bild av detta fornminne |
| Kårsta 71:2                  | Hög          |              | Kårsta, Uppland     |       | 59.658644, 18.345756 | 10004100710002 | Ladda upp en bild av detta fornminne |
| Kårsta 72:1                  | Stensättning |              | Kårsta, Uppland     |       | 59.659302, 18.346618 | 10004100720001 | Ladda upp en bild av detta fornminne |
| Kårsta 72:2                  | Stensättning |              | Kårsta, Uppland     |       | 59.659401, 18.346607 | 10004100720002 | Ladda upp en bild av detta fornminne |
| Kårsta 73:1                  | Stensättning |              | Kårsta, Uppland     |       | 59.653046, 18.340422 | 10004100730001 | Ladda upp en bild av detta fornminne |
| Kårsta 74:1                  | Gravfält     |              | Kårsta, Uppland     |       | 59.653281, 18.239060 | 10004100740001 | Ladda upp en bild av detta fornminne |
| Kårsta 76:1                  | Fornborg     |              | Kårsta, Uppland     |       | 59.636049, 18.237643 | 10004100760001 | Ladda upp en bild av detta fornminne |
| Kårsta 77:1                  | Stensättning |              | Kårsta, Uppland     |       | 59.675913, 18.303297 | 10004100770001 | Ladda upp en bild av detta fornminne |
| Kårsta 77:2                  | Stensättning |              | Kårsta, Uppland     |       | 59.675718, 18.302755 | 10004100770002 | Ladda upp en bild av detta fornminne |
| Kårsta 78:1                  | Hög          |              | Kårsta, Uppland     |       | 59.629398, 18.232508 | 10004100780001 | Ladda upp en bild av detta fornminne |
| Kårsta 79:1                  | Gravfält     |              | Kårsta, Uppland     |       | 59.625307, 18.227355 | 10004100790001 | Ladda upp en bild av detta fornminne |
| Kårsta 83:1                  | Stensättning |              | Kårsta, Uppland     |       | 59.669482, 18.264182 | 10004100830001 | Ladda upp en bild av detta fornminne |
| Kårsta 84:1                  | Gravfält     |              | Kårsta, Uppland     |       | 59.671394, 18.263835 | 10004100840001 | Ladda upp en bild av detta fornminne |
| Kårsta 85:1                  | Stensättning |              | Kårsta, Uppland     |       | 59.668658, 18.246953 | 10004100850001 | Ladda upp en bild av detta fornminne |
| Kårsta 86:1                  | Gravfält     |              | Kårsta, Uppland     |       | 59.667496, 18.245699 | 10004100860001 | Ladda upp en bild av detta fornminne |
| Kårsta 87:1                  | Hög          |              | Kårsta, Uppland     |       | 59.663028, 18.252536 | 10004100870001 | Ladda upp en bild av detta fornminne |
| Kårsta 89:1                  | Hög          |              | Kårsta, Uppland     |       | 59.649315, 18.337151 | 10004100890001 | Ladda upp en bild av detta fornminne |
| Kårsta 97:1                  | Gravfält     |              | Kårsta, Uppland     |       | 59.623637, 18.229376 | 10004100970001 | Ladda upp en bild av detta fornminne |
| Kårsta 101:1                 | Gravfält     |              | Kårsta, Uppland     |       | 59.673861, 18.256160 | 10004101010001 | Ladda upp en bild av detta fornminne |
| Kårsta 111:1                 | Stensättning |              | Kårsta, Uppland     |       | 59.650079, 18.340183 | 10004101110001 | Ladda upp en bild av detta fornminne |
| Kårsta 113:1                 | Stensättning |              | Kårsta, Uppland     |       | 59.661022, 18.350374 | 10004101130001 | Ladda upp en bild av detta fornminne |
| Kårsta 115:1                 | Stensättning |              | Kårsta, Uppland     |       | 59.663594, 18.197006 | 10004101150001 | Ladda upp en bild av detta fornminne |
| Närtuna 282:1                | Stensättning |              | Kårsta, Uppland     |       | 59.674459, 18.254962 | 10006302820001 | Ladda upp en bild av detta fornminne |